# Gábor Pölöskei
Gábor Pölöskei (hongarès: Pölöskei Gábor)  (Mosonmagyaróvár, 11 d'octubre de 1960) és un antic futbolista hongarès de la dècada de 1980.
Fou internacional amb la selecció d'Hongria, amb la qual disputà la Copa del Món de futbol de 1982.
Va ser jugador de Győri ETO, Ferencvárosi TC, MTK Budapest i SR Delémont.
Trajectòria com a entrenador:
- 2000–2001: MTK Budapest
- 2008–2009: Budapest Honvéd